# Tom Morello
Tom Morello (New York, 30 mei 1964) is een Amerikaans muzikant die bekend werd als gitarist van Rage Against the Machine en Audioslave. Daarnaast heeft hij zijn eigen soloproject The Nightwatchman. Hij treedt ook incidenteel als gast op bij concerten van Bruce Springsteen en de E Street Band. Morello werd uitgenodigd om gitaar te spelen op Wrecking Ball en ging in 2013 als tijdelijk vervanger van Steven Van Zandt mee op tournee door Australië. In 2014 speelde Morello mee op de nieuwe plaat van Bruce Springsteen: High Hopes. Hij vervoegde de E Street Band op tournee door Afrika, Amerika en Australië.
Morello begon eind jaren 80 als lid van Lock Up. Hierna richtte hij met Zack de la Rocha Rage Against the Machine op, die in 1991 doorbrak met de single "Killing in the Name". Ze brachten 4 albums uit, waarvan één coveralbum. Na de opsplitsing van de band voegden Morello, Tim Commerford en Brad Wilk zich bij Chris Cornell om Audioslave te vormen. Zij brachten drie albums uit totdat Cornell in 2007 opstapte. Sinds dat jaar speelde Morello onder het pseudoniem The Nightwatchman en verschenen One Man Revolution en The Fabled City. Zijn meest recente project is Street Sweeper Social Club met The Coup-lid Boots Riley. Verder speelt hij tegenwoordig ook in de band Prophets of Rage.
Morello verwerkt vaak zijn politieke gedachten in zijn muziek; ook is hij met Serj Tankian lid van Axis of Justice. De gitarist is bekend om zijn opvallende gitaareffecten. Morello werd door het magazine Rolling Stone in 2015 op nummer 40 geplaatst in de lijst '100 Beste Gitaristen Aller Tijden'.

## Jeugd
Morello werd geboren in Harlem, een stadsdeel van in New York. Hij heeft Iers, Italiaans en Keniaans bloed en is vernoemd naar zijn (Ierse) groot-grootvader Thomas Fitzgerald. Zijn moeder, Mary Morello, is een van de oprichters van Parents For Rock And Rap, een organisatie die zich inzet tegen censuur. Zijn vader, Ngethe Njoroge, was een Mau Mau-guerrillastrijder en tevens de eerste Keniaanse afgevaardigde in de Verenigde Naties. Bovendien was Morello's grootoom Jomo Kenyatta, de eerste gekozen president van Kenia.
Morello's ouders ontmoetten elkaar in Kenia, toen Mary door de wereld trok. Samen vochten ze voor de vrijheid van het land, om naderhand naar de Verenigde Staten te verhuizen. Doordat Njoroge in de VN zetelde, werd Tom Morello in New York geboren. Een jaar na zijn geboorte scheidden de ouders van Morello van elkaar. Njoroge ging terug naar Kenia en Mary verhuisde met Tom naar Libertyville, Illinois, waar hij ook opgroeide.
Morello's eerste aanvaring met politiek kwam voor toen hij op een speelplaats met verschillende rassen rond liep. Op de kleuterschool was er een blank meisje dat continu racistische opmerkingen maakte naar Morello. Hij wist de betekenis van de woorden echter niet, en vroeg uitleg aan zijn moeder. Zij legde hem daarop de problemen uit tussen verschillende rassen in de Verenigde Staten en behandelde ook Malcolm X. Morello's highschool werd Libertyville High School. Daar speelde hij de hoorn in de schoolband en was daarnaast ook achtergrondzanger. In 1980 hield zijn school virtuele verkiezingen met kandidaten die onder andere Jimmy Carter en Ronald Reagan voorstelden. Morello schreef zich in als de fictieve Hubie Maxwell, een anarchist (wat niet erg populair was onder de studenten, het was een overwegend Republikeinse school). Hij werd uiteindelijk derde. Voor de rest hield Morello zich meer bezig met de dramaclub, Dungeons & Dragons en Marxistische politiek.
Morello heeft zelf gitaar leren spelen. Hij had voor het eerst de neiging om gitaar te gaan spelen toen hij een nummer van KISS hoorde. Bij Rigoni Music kocht hij op 13-jarige leeftijd zijn eerste gitaar. Op het eerste oog wilde Morello een Ovation-gitaar, maar vanwege geldgebrek moest hij het doen met een Kay-gitaar. Morello kwam bij een gitarist en was bereid $5 te betalen voor een les. De man gaf geen les, maar leerde Morello in plaats daarvan een gitaar af te stellen. Een week later kwam Morello terug en legde nog een keer $5 op tafel, waarna hij zijn eerste les in de C-scale leerde. Na deze les besloot Morello dat gitaar spelen tijdverspilling was en raakte 4 jaar lang geen gitaar aan, totdat hij een nummer van de Sex Pistols hoorde. Hij kwam op het idee om zijn politieke ideeën te ventileren door middel van muziek, dus nam hij de gitaar weer op.

## Muzikale carrière

### Electric Sheep, Lock Up en Rage Against the Machine

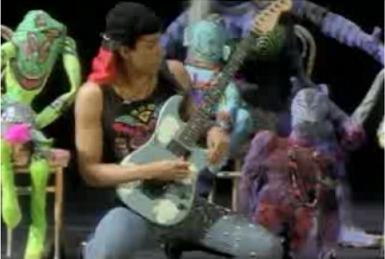
Morello met Lock Up.

In zijn tijd op de highschool speelde hij in de band Electric Sheep met Adam Jones, die later bekend werd als gitarist van de experimentele band Tool. (Morello was degene die Jones aan zijn toekomstige collega-bandleden voorstelde en was mede verantwoordelijk voor de eerste formatie van Tool.) Electric Sheep was op zoek naar een gitarist omdat de vorige gitarist zich veel te goed vond voor de band. Veel was het ook niet echt: de meeste nummers bestonden maar uit één akkoord. De band schreef wel haar eigen nummers, die vaak politiek geladen waren. In 1982 vertrok Morello naar de Harvard-universiteit. Tijdens die periode speelde hij dikwijls meer dan 8 uur per dag gitaar, ongeacht het aantal huiswerk. In 1986 studeerde hij af op het gebied van politieke wetenschappen. Terwijl zijn vrienden dokter en advocaten werden, verhuisde hij naar Los Angeles met de bedoeling een band te starten. Morello werd kort administratief medewerker van senator Alan Cranston. Hij werd echter snel ontslagen. In 1988 maakte hij deel uit van Lock Up, die het album Something Bitchin' This Way Comes in 1989 uitbracht onder Geffen Records. Het album werd echter een flop, waardoor de band uiteenviel.
Morello zocht voor zijn volgende band een groep met meer politieke ideeën, in de trant van The Clash en Public Enemy. Ook mocht de muziek wat harder en scherper zijn. Dan ontmoet hij Zack de la Rocha als hij in een club staat te freestylen met een paar vrienden. De geluidsinstallatie is echter zo slecht, dat Morello geen idee heeft waar De la Rocha het over heeft. Omdat hij toch nieuwsgierig is naar de woede die De la Rocha uitstraalt, besluit hij hem backstage op te zoeken. De twee raken aan de praat en na het lezen van Morello in De la Rocha's tekstboek, besluiten ze een band op te richten. Morello belt Brad Wilk, een drummer en vriend die hij leerde kennen toen hij (zonder succes) auditie deed voor Morello's vorige band Lock Up. De la Rocha nam op zijn beurt contact op met Commerford (die hij op de basisschool al leerde kennen) en rond november 1991 werd Rage Against the Machine opgericht.
De band Rage Against the Machine werd een mix van rock, rap, funk en punk, gecombineerd met politieke idealen. De band houdt zijn eerste optreden in een huiskamer van een vriend van Commerford. Meerdere shows volgden, waarbij ze een demo uitdeelden die 5000 maal verkocht werd. Het debuutalbum Rage Against the Machine werd in 1992 uitgebracht en werd een groot succes. Na de tour voor het eerste album ontstaan er problemen in de band: de onderlinge band is niet sterk genoeg en de leden besluiten samen in een huis te gaan wonen. Dat werd geen succes en de band nam een pauze voor enkele maanden. Het tweede album werd Evil Empire. Op 20 januari 1997 is Morello te horen op "Radio Free L.A.", een twee uur-durend radioprogramma dat op meer dan 50 Amerikaanse commerciële radiostations werd gedraaid. Samen met De la Rocha, Flea en Stephen Perkins speelden ze enkele nummers van Rage Against the Machine. Later dat jaar, op 13 december, wordt Morello gearresteerd als hij meeloopt in de "March Of Conscience", waarin hij protesteert tegen de werkwijze van kledingfabrikant Guess.
Voor de film The Faculty vormde Morello samen met Layne Staley, Martijn LeNoble en wederom Perkins de groep Class of '99. Ze namen het nummer "Another Brick in the Wall Pt. 2" van Pink Floyd opnieuw op, wat op de soundtrack van de film terechtkwam. Ook werd het nummer als single uitgebracht. In 1999 komt The Battle of Los Angeles uit. Een jaar later komt Renegades uit, een album met uitsluitend covers. In totaal verkocht de band meer dan 15 miljoen exemplaren van de 4 albums die het uitbracht. In 2000 viel de band echter uit elkaar toen Zack de la Rocha opstapte. Even werd nog geprobeerd verder te gaan met onder andere B-Real van Cypress Hill, maar de band had met het vertrek van de la Rocha zijn intensiteit en overtuigingskracht verloren.

### Audioslave (2001-2007)

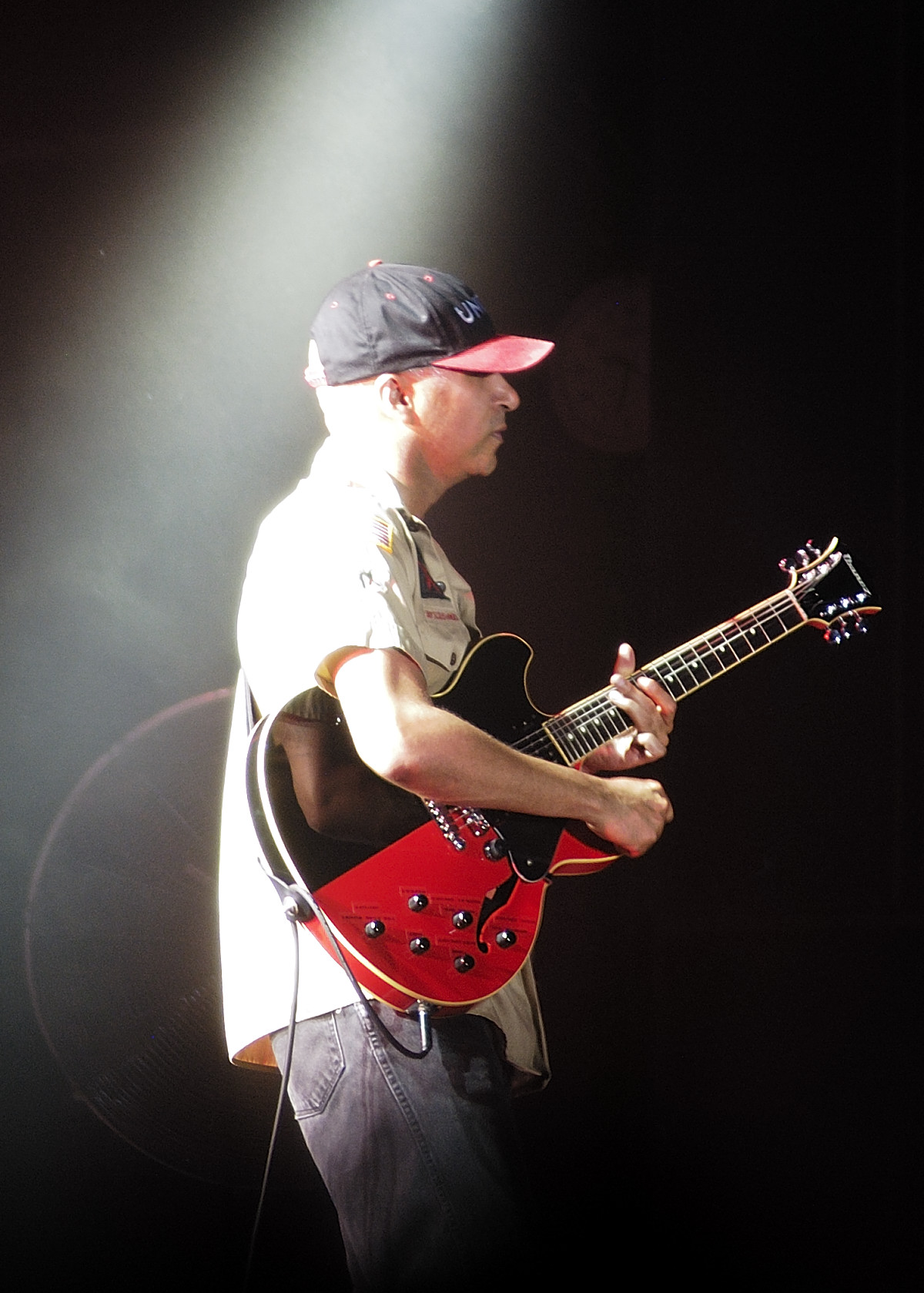
Tom Morello op Big Day Out in 2008.

Na het mislukken met B-Real gaf producer Rick Rubin aan het eens met Soundgarden-zanger Chris Cornell te proberen. Ook stuurde Rubin Morello, Commerford en Wilk naar groepstherapie. Vanaf het eerste moment was er een goede chemie tussen Cornell en de rest, zoals Morello vertelde: "[Cornell] begon te zingen en ik kon mijn oren niet geloven. Het klonk niet goed maar geweldig." Ze besloten te gaan werken aan enkele nummers. In de 19 dagen dat ze bij elkaar waren, werden 21 nummers geschreven. De eerste single die uitgebracht werd was "Cochise". Even later werd het debuutalbum Audioslave uitgebracht. Het album werd driemaal platina in de Verenigde Staten. Op 25 november 2002 volgde het eerste liveoptreden tijdens de David Letterman-show. Na een uitgebreide toer in 2003 nam de band een jaar rust.
In die periode begon Morello met het schrijven van nummers voor zijn alter ego The Nightwatchman, wat hij zelf een 'artiest voor het volk' noemde. Zijn eerste optredens vonden plaats in een klein café in Los Angeles, maar al snel sloot hij zich aan bij de toer van Billy Bragg. Morello's had eerst geen intenties om een album op te nemen. De eerste stap naar een plaat zette hij toch door in 2004 het nummer "No One Left" op te nemen voor het album Songs and Artists that Inspired Fahrenheit 9/11. In 2005 ging Audioslave terug naar de studio's om het album Out of Exile op te nemen. In hetzelfde jaar werd Audioslave ook eerste Amerikaanse band die in Cuba een optreden hield. De opnamen daarvan zijn te zien op de dvd Audioslave: Live in Cuba. Morello benadrukte dat deze reis geen politieke maar puur muzikale redenen had.
In 2006 kwam het derde album Revelations uit. De toer voor het album werd uitgesteld, omdat Cornell zich wilde richten op zijn solo-album. Na het uitbrengen van de tweede single "Revelations" werd duidelijk dat er helemaal niet meer getoerd ging worden: op 15 februari 2007 maakte Cornell bekend dat hij uit de band stapte.

### The Nightwatchman en Rage Against the Machine-reünie (2006-nu)
Nog voor het vertrek van Cornell wordt bekend dat Rage Against the Machine voor het eerst in 7 jaar weer een concert houdt. Op 29 april 2007 is het zover: op het Coachella Valley Music and Arts Festival werd een eenmalig concert gehouden. Het was echter niet eenmalig: de band bezoekt nog meer festivals en houdt zelfs hun eigen concerten. In 2008 werd een wereldwijde toer gehouden.
Morello ging ondertussen door met The Nightwatchman. Met producer Brendan O'Brien nam hij in Atlanta binnen vier dagen een serie nummers op. Deze kwamen terecht op het album One Man Revolution, wat uitgebracht werd op 24 april. De uitgave werd gevolgd door een wereldwijde toer. Het album werd iets minder dan 25.000 maal verkocht. In 2008 verscheen het tweede album onder de 'Nightwatchman'-naam: The Fabled City.

## Gitaarstijl

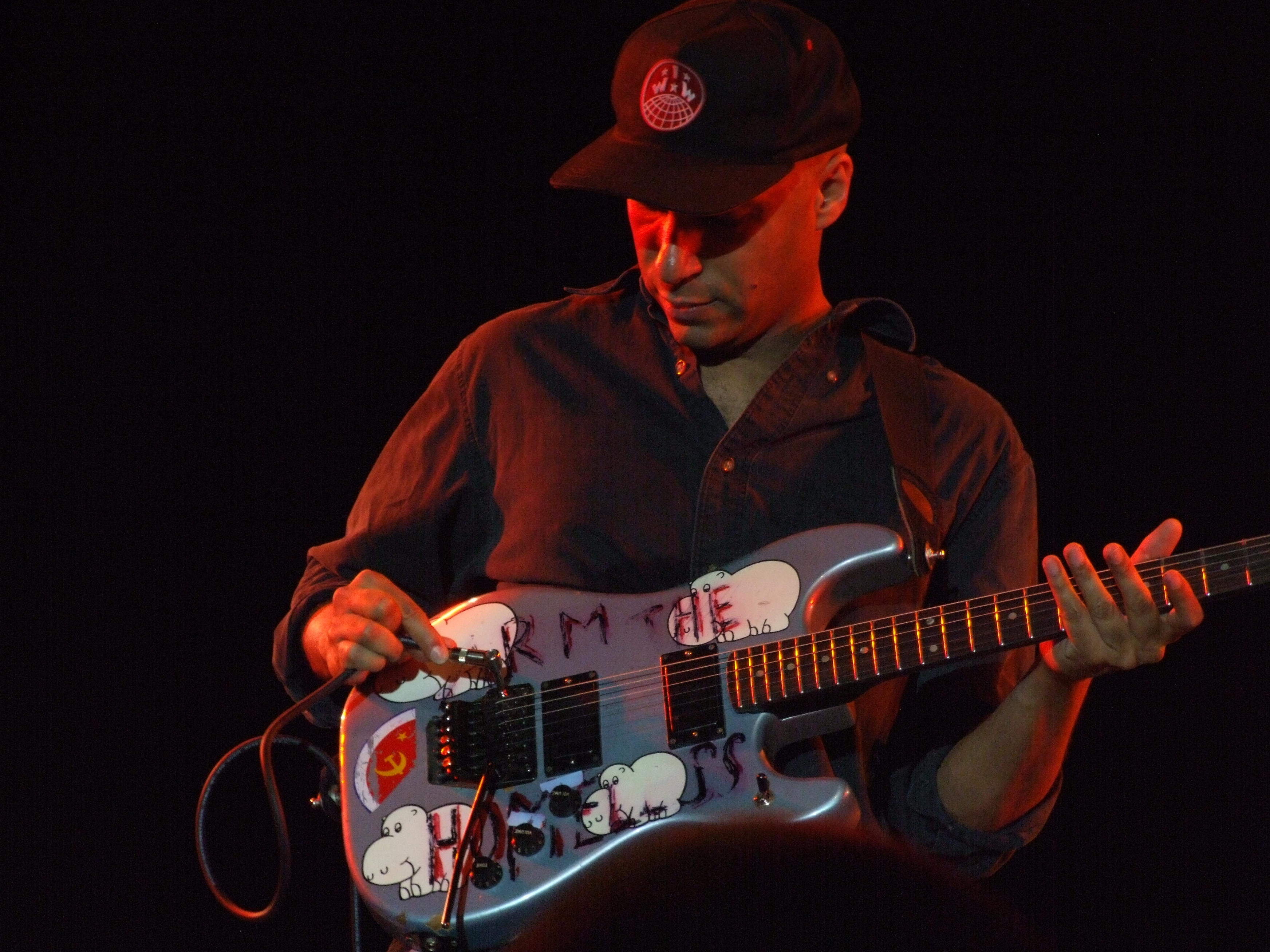
Een van Morello's technieken is het strijken van zijn gitaar's audio-plug over de snaren.

Morello combineert riffs uit de punk en funkmuziek met een hiphop-gericht geluid. Bovendien gebruikt hij vele gitaareffecten in zijn solo's en maakt hij gebruik van een groot aantal pedalen. Hij omschrijft zijn manier van spelen zelf als "een gevoel, in plaats van simpelweg zoveel mogelijk snaren aanraken". Toen Morello 17 jaar was, was hij erg geïnteresseerd in heavy metal. Artiesten waar hij naar luisterde waren Sex Pistols, The Clash en Devo.
Clash-leadzanger Joe Strummer was een van zijn idolen. Ook is Morello geïnspireerd door Billy Bragg, Woody Guthrie, Johnny Cash, Led Zeppelin, Black Sabbath en Deep Purple. Een van Morello's redenen om een solo-album uit te brengen, was nadat hij Bruce Springsteen tijdens zijn Ghost of Tom Joad-tour zag.
Hij heeft een groot aantal zelf-bedachte geluiden geproduceerd met zijn gitaren. Enkele herkenbare geluiden zijn die van een helikopter ("The Ghost of Tom Joad"), een luchtalarm ("Street Fighting Man") en een cirkelzaag. Voor het Audioslave-nummer "Original Fire" maakt Morello tijdens de solo een geluid wat hij zelf als 'apengelach' omschrijft. Morello maakt graag unieke geluiden omdat het "een wagenwijde weg is. Als je alle akkoorden en noten gehad hebt, kan elk geluid zijn eigen nieuwe wereld creëren. Er bestaat een hele lijst van nummers die van G naar C gaan. Er is nog geen lijst voor de toggle switch en het wah-pedaal. Er zijn eindeloze mogelijkheden. Gebruik een inbussleutel om op de snaren te slaan en je krijgt enorm veel mogelijkheden. Daar hou ik van".
Twee van zijn bekendste pedalen zijn de Digitech WH-1 Whammy en de Dunlop Original Crybaby Wah-Wah. De Whammy is onder andere te horen in "Killing in the Name", "Freedom", "Bulls on Parade" en "Guerrilla Radio". Vaak staat het pedaal enkele octaven hoger of lager afgesteld. De Wah-Wah is onder andere te horen in "Bullet in the Head", "Bulls on Parade", "Tire Me", "Testify" en "New Millennium Homes". Andere pedalen die Morello gebruikt zijn de DOD FX-40 Equalizer, de BOSS DD-2 Digital Delay, de MXR Phase 9005, de BOSS TR-2 Tremolo en de Ibanez Flanger. Een ander element van Morello is een kill switch, waarmee hij kleine pauzes in zijn geluid kan krijgen.
Guitar World magazine heeft Morello's solo uit "Bulls on Parade" op plaats 23 gezet in de lijst beste gitaarsolo's aller tijden.

## Politieke acties
Morello heeft met Serj Tankian van System of a Down Axis of Justice opgericht, een organisatie die mensen (voornamelijk tieners) helpt met het vinden van manieren om zich als activist te profileren in hun eigen omgeving. De reden waarom Tankian en Morello deze organisastie oprichtten was het aanschouwen van enkele racistische gebaren tijdens het Ozzfest in 2002. Axis of Justice ging meteen na de formatie samenwerken met der Anti-Racist Action. De organisatie krijgt vooral bekendheid door promotie tijdens de concerten van Audioslave en System of a Down, zoals op Lollapalooza in 2003.
Ook heeft de organisatie een maandelijks programma op de radio in Los Angeles. Deze programma's zijn gearchiveerd en te downloaden op de website. In 2004 komt een dvd-album uit genaamd Axis of Justice: Concert Series Volume 1. Het album bevat onder andere optredens van Flea (Red Hot Chili Peppers), Brad Wilk, Chris Cornell, Pete Yorn en Maynard James Keenan (Tool). Alle nummers zijn opgenomen tijdens een concert in Los Angeles.
Morello vecht ook een politieke strijd met de Amerikaanse regering. Hij noemt zijn alias The Nightwatchman de 'Robin Hood van de 21e eeuw'. Het is volgens hem "een reactie tegen oorlogen, martelingen, geheime gevangenissen en het bespioneren van Amerikaanse burgers". Ook de reünie van Rage Against the Machine in 2007 had als reden om strijd te leveren tegen de regering-Bush.

## Discografie en filmografie
| Tom Morello's gitaren |
| --- |
| - Arm the Homeless (Down Rodeo, Bulls on Parade, Sleep Now in the Fire) - Budweiser Les Paul - Gibson EDS-1275 (The Ghost of Tom Joad live) - Gibson ES-335 (Revelations) - Gibson Les Paul (Cherry Red) (Soundgarden-nummers) - Gibson Les Paul (Cherry Sunburst) (Gasoline, Shadow on the Sun) - Ibanez Custom Artstar (Guerrilla Radio) - Ibanez Roadstar - Ibanez Talman (How I Could Just Kill a Man, Revolver, Exploder) - James Trussart Steelcaster - Ovation Breadwinner (Ashes in the Fall) - Sendero Luminoso Telecaster (Killing in the Name, Freedom, Renegades of Funk) - Soul Power Stratocaster - St. George Creamy (Tire Me, Calm Like a Bomb, Shadow on the Sun) - Whatever It Takes |

#### MetLock Up
- 1989 - Something Bitchin' This Way Comes

#### MetRage Against the Machine
- 1992 - Rage Against the Machine
- 1996 - Evil Empire
- 1998 - Live & Rare
- 1999 - The Battle of Los Angeles
- 2000 - Renegades
- 2003 - Live at the Grand Olympic Auditorium

#### Met Audioslave
- 2002 - Audioslave
- 2005 - Out of Exile
- 2006 - Revelations

#### AlsThe Nightwatchman
- 2007 - One Man Revolution
- 2008 - The Fabled City

#### MetProphets of Rage
- 2016 - The Party's Over (ep)
- 2017 - Prophets of Rage

#### Overig
- 2005 - Axis of Justice Vol. 1 (met verschillende artiesten)
- 2018 - The Atlas Underground(met verschillende artiesten)
- 2022 - GOSSIP (met Maneskin)
- 2023 - METALI (met Babymetal)

### Films
- Bibsys: 5071337
- Bibliothèque nationale de France: cb14051227k (data)
- Gemeinsame Normdatei: 1070240818
- International Standard Name Identifier: 0000 0001 1476 1693
- Library of Congress Control Number: no2012102202
- MusicBrainz: 42a636a0-dbe4-4d0c-abe2-1590fad9531b
- Nationale Bibliotheek van Tsjechië: js20051010019
- Nationale Bibliotheek van Israël: 987007362961405171
- Système universitaire de documentation: 202645606
- Virtual International Authority File: 663149296142480670003
- WorldCat: E39PCjyTyVh78Rd3ttCFDCpmv3

E Street Band: Bruce Springsteen · Roy Bittan · Nils Lofgren · Patti Scialfa · Garry Tallent · Steven Van Zandt · Max Weinberg
Jake Clemons · Charles Giordano · Soozie Tyrell
Voormalige leden: Ernest Carter · Clarence Clemons · Danny Federici · Vini Lopez · David Sancious
Voormalige tourmuzikanten:
Everett Bradley · Barry Danielian · Clark Gayton · Curtis King · Suki Lahav · Ed Manion · The Miami Horns · Cindy Mizelle · Michelle Moore · Tom Morello · Curt Ramm · Jay Weinberg